# Rougiers
Rougiers este o comună în departamentul Var din sud-estul Franței. În 2009 avea o populație de 1.479 de locuitori.

## Evoluția populației
| An        | 1975 | 1982 | 1990 | 1999  | 2006  | 2009  |
| --------- | ---- | ---- | ---- | ----- | ----- | ----- |
| Populație | 504  | 646  | 834  | 1.063 | 1.313 | 1.479 |